# Mikael Pernfors
Mikael Pernfors (Malmö, 16 de Julho de 1963) é um ex-tenista profissional sueco.

## Major finais

### Grand Slam finais

#### Simples: 1 (0–1)
| Resultado | Ano  | Campeonato       | Piso   | Oponente   | Placar        |
| Vice      | 1986 | Aberto da França | Saibro | Ivan Lendl | 6–3, 6–2, 6–4 |

### Masters Series finais

#### Simples: 1 (1–0)
| Resultado | Ano  | Campeonato        | Piso | Oponente    | Placar        |
| Campeão   | 1993 | Canada (Montreal) | Duro | Todd Martin | 2–6, 6–2, 7–5 |

## ATP finals

### Sinples: 5 (3–2)
| Legenda                |
| Grand Slam (0)         |
| Tennis Masters Cup (0) |
| ATP Masters Series (1) |
| ATP Tour (2)           |

| Resultado | N. | Data              | Campeonato                      | Piso     | Oponente          | Placar        |
| --------- | -- | ----------------- | ------------------------------- | -------- | ----------------- | ------------- |
| Vice      | 1. | 26 Maio 1986      | Aberto da França, Paris, França | Saibro   | Ivan Lendl        | 3–6, 2–6, 4–6 |
| Vice      | 2. | 15 Fevereiro 1988 | Memphis, EUA                    | Duro (i) | Andre Agassi      | 4–6, 4–6, 5–7 |
| Campeão   | 1. | 19 Setembro 1988  | Los Angeles, EUA                | Duro     | Andre Agassi      | 6–2, 7–5      |
| Campeão   | 2. | 3 Outubro 1988    | Scottsdale, EUA                 | Duro     | Glenn Layendecker | 6–2, 6–4      |
| Campeão   | 3. | 28 Fevereiro 1993 | Montreal, Canadá                | Duro     | Todd Martin       | 2–6, 6–2, 7–5 |

### Duplas: 3 (1–2)
| Legenda                |
| ---------------------- |
| Grand Slam (0)         |
| Tennis Masters Cup (0) |
| ATP Masters Series (0) |
| ATP Tour (1)           |

| Resultado | N. | Data              | Torneio             | Piso     | Parceira          | Oponentes                  | Placar        |
| --------- | -- | ----------------- | ------------------- | -------- | ----------------- | -------------------------- | ------------- |
| Vice      | 1. | 13 Julho 1987     | Stuttgart, Alemanha | Saibro   | Magnus Tideman    | Rick Leach Tim Pawsat      | 3–6, 4–6      |
| Vice      | 2. | 15 Fevereiro 1988 | Memphis, EUA        | Duro (i) | Peter Lundgren    | Kevin Curren David Pate    | 2–6, 2–6      |
| Campeão   | 1. | 8 Maio 1989       | Charleston, EUA     | Saibro   | Tobias Svantesson | Agustín Moreno Jaime Yzaga | 6–4, 4–6, 7–5 |